# Dolby Theatre
Il Dolby Theatre (già Kodak Theatre) è un teatro situato a Hollywood (Los Angeles), in California, all'interno del complesso commerciale Hollywood and Highland. 

## Descrizione e storia
Progettato dall'architetto David Rockwell e dal gruppo Rockwell Group, il teatro è stato inaugurato il 9 novembre 2001, e dall'anno successivo ospita la cerimonia di assegnazione degli Academy Awards, la cosiddetta notte degli Oscar.

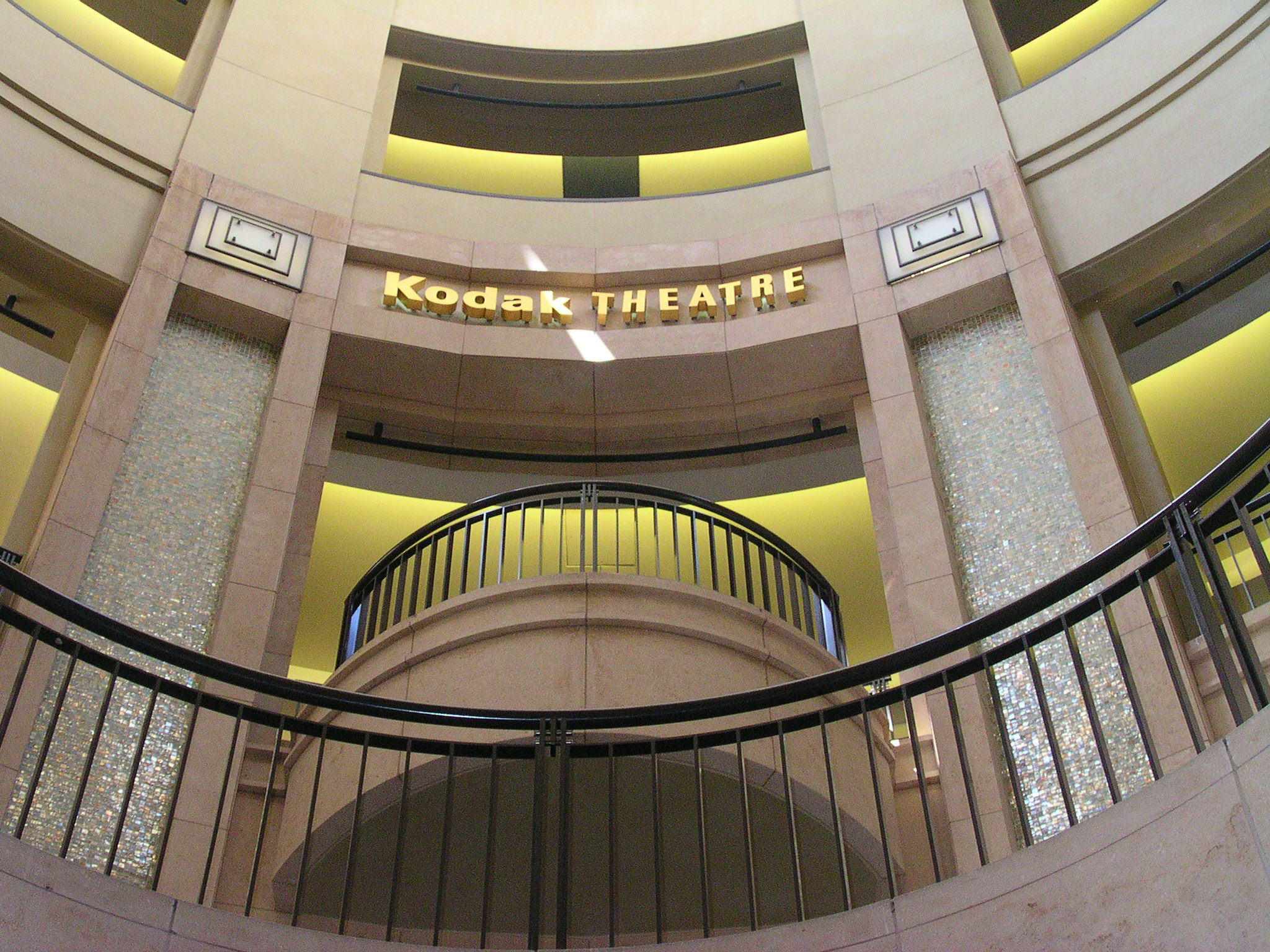
Kodak Theatre

Il teatro è stato sponsorizzato dalla società Eastman Kodak, che ha pagato 75 milioni di dollari per avere il suo nome associato con l'edificio. È di proprietà CIM Group. Il Kodak Theatre è più comunemente usato per il pubblico per eventi culturali come concerti, spettacoli, e performance. È comunque utilizzato occasionalmente per scopi privati come matrimoni e cerimonie varie. Il teatro ha ospitato la cerimonia per incoronare Miss USA due volte, nel 2004 e nel 2007. Il 15 settembre 2009 ci fu un concerto del tenore italiano Andrea Bocelli.
A causa della crisi che ha colpito la società Eastman Kodak, nel febbraio 2012 viene dichiarata la cessazione della sponsorizzazione del teatro con la conseguente possibilità di cambio del nome.